# 24 de octubre
El 24 de octubre es el 297.º (ducentésimo nonagésimo séptimo) día del año —el 298.º (ducentésimo nonagésimo octavo) en los años bisiestos— en el calendario gregoriano. Quedan 68 días para finalizar el año.

## Acontecimientos
- 69: en la Segunda batalla de Bedriacum, las fuerzas al mando de Marco Antonio Primo (comandante de los ejércitos del Danubio), leal a Vespasiano, derrotan a las fuerzas del emperador Vitelio.
- 1147: en Lisboa (Portugal), los caballeros cruzados liderados por Afonso Henriques recuperan la ciudad después de un sitio de 4 meses.
- 1260: en Chartres (Francia) se inaugura la espectacular Catedral de Chartres; el rey Luis IX asiste a la ceremonia. La catedral es un Patrimonio de la Humanidad de la UNESCO.
- 1260: en Egipto, el capitán Baibars asesina al sultán mameluco Saif ad-Din Qutuz, y se convierte en sultán.
- 1360: en Calais (Francia) se ratifica el tratado de Brétigny, marcando el final de la primera fase de la guerra de los Cien Años.
- 1604: en Bartcho (Etiopía), el emperador Za Dengel muere durante la batalla de Bartcho contra los portugueses.
- 1648: en la actual Alemania se firma el Tratado de Westfalia, que da fin a la guerra de los Treinta Años.
- 1692: en La Habana (Cuba) sucede el huracán de San Rafael, el primero que quedó registrado en la historia cubana.
- 1808: en Venezuela, se publica el primer diario del país; la Gazeta de Caracas.
- 1830: en Uruguay, Fructuoso Rivera, jefe del Partido Colorado, es elegido como primer presidente constitucional de la República Oriental del Uruguay.
- 1834: en Uruguay termina la presidencia de Fructuoso Rivera. El cargo es entregado al presidente del Senado, Carlos Anaya.
- 1857: en Reino Unido se funda el Sheffield F. C., el club de fútbol más antiguo del mundo.
- 1871: en el barrio de Chinatown de Los Ángeles sucede la Masacre china; una turba de estadounidenses blancos lincha a unos veinte hombres, mujeres y niños chinos.
- 1871: en la ciudad de Córdoba (Argentina) se inaugura el Observatorio Astronómico de Córdoba.
- 1881: en la provincia de Santa Fe (Argentina) Guillermo Lehmann funda la ciudad de Rafaela.
- 1917: Inicio de la Revolución Rusa con la insurrección bolchevique de la noche del 6 al 7 de noviembre (24 y 25 de octubre según el calendario juliano).
- 1918: Durante la Primera Guerra Mundial se inicia la Batalla de Vittorio Veneto, entre el Reino de Italia y el Imperio Austro-Húngaro, la cual significó la derrota definitiva de los austro-húngaros.
- 1922: Durante el Congreso de Nápoles el líder fascista Benito Mussolini, ante 15 mil a 40 mil simpatizantes, proclama: "O nos dan el Gobierno o lo derribamos en Roma". Tres días después inicia la Marcha sobre Roma la cual finalizó con la toma del control de Italia por parte de Mussolini.
- 1929: en los Estados Unidos, el Jueves Negro (la caída de la Bolsa de Valores de Nueva York) marca el inicio de la Gran Depresión.
- 1931: en Estados Unidos, el gánster Al Capone es condenado a 11 años de prisión y 50 000 dólares de multa, pero no por los múltiples homicidios que cometió sino por no pagar impuestos.
- 1945: en Nueva York se crea la ONU.
- 1946: una cámara fotográfica a bordo del cohete V-2 n.º 13 (creado por los nazis para bombardear Londres), ahora en poder de los estadounidenses, toma la primera fotografía de la Tierra desde el espacio exterior.
- 1947: en los Estados Unidos, Walt Disney testifica ante el Comité de Actividades Antiestadounidenses y denuncia a todos sus empleados que él cree que son comunistas.
- 1948: Coronación Litúrgica de la Inmaculada Concepción de Alhendín por monseñor José Fernández Arcoya, prelado doméstico de su santidad.
- 1950: en la Unión Soviética se forman los Spetsnaz (comandos de fuerzas especiales) del GRU (Departamento Central de Inteligencia).
- 1952: el Huracán Fox, de categoría 5, atraviesa la isla de Cuba con vientos de 280 km/h.[1]
- 1953:  en Venezuela se funda la Universidad Católica Andrés Bello.
- 1960: en la Unión Soviética sucede la «catástrofe Nedelin», en que un misil balístico R-16 explota en la plataforma de lanzamiento del cosmódromo de Baikonur, matando a más de 100 empleados. Entre los muertos está el primer mariscal Mitrofán Nedelin; el Gobierno informará que su muerte sucedió en un accidente de aviación.
- 1962: la Unión Soviética lanza la sonda Mars 1962A, cuyo cohete lanzador falló, provocando su reentrada.
- 1964: Zambia se independiza del Imperio británico.
- 1969: en Chile se inaugura la televisión nacional.
- 1970: en Chile se elige como presidente al socialista Salvador Allende.
- 1971: en Chile, tras una asamblea constituyente se funda el partido Izquierda Cristiana.
- 1973: en Israel termina la guerra de Yom Kipur.
- 1975: en un túnel a 328 metros bajo tierra, en el área U12t.03 del Sitio de pruebas atómicas de Nevada (a unos 100 km al noroeste de la ciudad de Las Vegas), a las 9:11 (hora local) Estados Unidos detona su bomba atómica Husky Pup, de menos de 15 kilotones. Es la bomba n.º 853 de las 1132 que Estados Unidos detonó entre 1945 y 1992.
- 1985: en Asunción, Argentinos Juniors se consagra campeón de la Copa Libertadores por primera vez en su historia.
- 1990: en Italia, el primer ministro Giulio Andreotti revela al parlamento la existencia de Gladio, el ejército paramilitar secreto de la OTAN en Italia.
- 1994: en Chile, inicia sus transmisiones el Canal 2 de Televisión del Puerto de San Antonio.
- 1995: Dennis di Cicco descubre el asteroide AAVSO (asteroide 8900).
- 1998: Estados Unidos lanza la sonda espacial Deep Space 1.
- 1999: en Argentina, Fernando de la Rúa es elegido nuevo presidente; renunciará dos años después en medio de una crisis económica.
- 2000: se publica el álbum My Kind of Christmas de Christina Aguilera.
- 2000: en Estados Unidos se publica Hybrid Theory, el álbum debut de la banda de metal Linkin Park.
- 2000: en Estados Unidos se publica Whoa, Nelly!, el álbum debut de la cantautora portuguesa-canadiense Nelly Furtado.
- 2003: en Francia, coincidiendo con el centenario del vuelo inaugural de los hermanos Wright, el avión supersónico Concorde realiza su último vuelo.
- 2005: en Estados Unidos se lanza de forma oficial Club Penguin.
- 2006: en Estados Unidos se publica el álbum Taylor Swift, el primer álbum de estudio de la cantautora Taylor Swift.
- 2006: en Estados Unidos se publica The black parade, el tercer disco de estudio del grupo musical My Chemical Romance.
- 2007: en La Paz (Bolivia) comienza a operar la empresa aeronáutica Boliviana de Aviación.
- 2007: China lanza la sonda lunar Chang'e 1.
- 2011: en Sicilia (Italia), el volcán Etna entra en erupción.
- 2014: a 113 km al noroeste de Roswell (estado de Nuevo México), Alan Eustace (57), vicepresidente de Google, se lanza desde un globo aerostático a 41,43 km de altura. El récord de altitud de 38.97 km de altura había sido establecido por Félix Baumgartner (1969‑2025) el 14 de octubre de 2012.[2]
- 2016: en la ciudad de Punta Arenas, capital de la Patagonia chilena, inicia sus transmisiones Radio Antártica 100.3.
- 2019: en España se produce la Exhumación de Francisco Franco jefe de Estado entre 1939 y 1975, de la basílica del Valle de los Caídos al cementerio de El Pardo.
- 2020: en Argentina, en el marco de la pandemia de covid-19 en un partido amistoso de fútbol entre Villa Dálmine y Platense se empieza a utilizar la herramienta de videoarbitraje VAR. La modalidad fue offline (sin comunicación entre cabina y árbitro de cancha) y 9 cámaras de prueba desde distintos perfiles y puntos del campo de juego.[3]
- 2023: en la ciudad de Acapulco (México) impacta el huracán Otis con categoría nivel 5. Por los daños causados es considerado el gasto más grande del 2023 a nivel mundial.
- 2024: En Ciudad del Vaticano,el papa Francisco publica su cuarta encílica "Dilexit nos"

## Nacimientos
- 51: Domiciano, emperador romano entre el 81 y el 96 (f. 96).
- 1378: David Estuardo, duque de Rothesay (f. 1402)
- 1435: Andrea della Robbia, escultor y ceramista italiano (f. 1525)

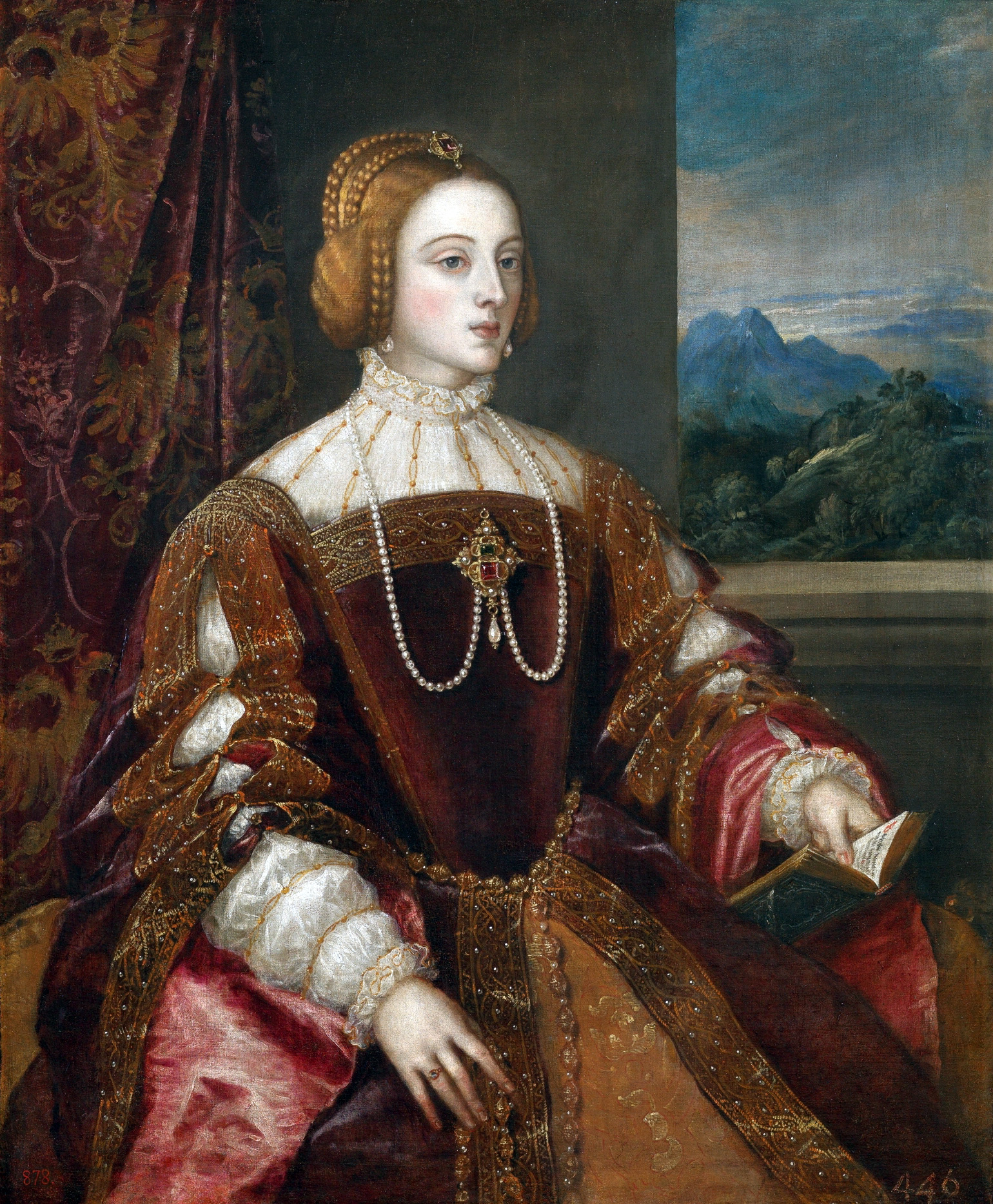
Isabel de Portugal.

- 1503: Isabel de Portugal, aristócrata («emperatriz consorte») del Sacro Imperio Romano Germánico, «reina consorte» de España, Nápoles, Sicilia y Cerdeña, «duquesa titular consorte» de Borgoña y «señora» de Albacete (f. 1539).
- 1561: Anthony Babington, conspirador inglés (f. 1586).
- 1607: Jan Lievens, pintor neerlandés (f. 1674).
- 1632: Anton van Leeuwenhoek, comerciante, filósofo y científico neerlandés (f. 1723).
- 1688: Rafael de Eslava, militar español (f. 1737).
- 1750: Ignacio María de Álava, marino y militar español (f. 1817).
- 1764: Dorothea Veit, intelectual y escritora alemana (f. 1839).
- 1781: José Somoza, escritor español (f. 1852).
- 1784: Moses Montefiore, activista británico (f. 1885).
- 1788: Sarah Josepha Hale, escritora estadounidense (f. 1879).
- 1788: Rafael Urdaneta, militar y político venezolano (f. 1845).
- 1788: Francesco Angelo Facchini, médico italiano (f. 1852).
- 1790: Rafael Cordero y Molina, educador puertorriqueño (f. 1868).
- 1798: Massimo D'Azeglio, escritor, pintor, patriota y político italiano (f. 1866).
- 1804: Wilhelm Eduard Weber, físico alemán (f. 1891).
- 1811: Ferdinand Hiller, compositor alemán (f. 1885).
- 1814: Rafael Carrera y Turcios, político y presidente guatemalteco entre 1851 y 1865 (f. 1865).
- 1817: Hippolyte Mège-Mouriès, químico francés (f. 1880).
- 1820: Santos Gutiérrez, abogado, militar y político colombiano (f. 1872).
- 1830: Marianne North, naturalista y pintora británico-inglesa (f. 1890).
- 1832: Federico Carmona Oliveros, político venezolano (f. 1898).
- 1838: Annie Edson Taylor, aventurera estadounidense (f. 1921).
- 1841: Jessie Pollock, arquera estadounidense (f. 1919).
- 1846: Manuel de la Revilla, escritor, pensador y crítico literario español ( f. 1881).
- 1855: James Schoolcraft Sherman, vicepresidente estadounidense (f. 1912).
- 1858: Rafael Álvarez Ovalle, compositor guatemalteco (f. 1946).
- 1868: Alexandra David-Néel, antropóloga, exploradora, periodista y lama franco-belga (f. 1969).
- 1868: Bala Sahib, virrey y artista indio, creador de la serie de yoga suria namaskar (f. 1951).
- 1868: Alexandra David-Néel, artista anarquista franco-belga (f. 1969).
- 1872: Peter O'Connor, atleta irlandés (f. 1957).
- 1874: Josep Irla, político español (f. 1958).
- 1879: Nicola Bombacci, político italiano (f. 1945).
- 1882: Imre Kálmán Koppstein, compositor húngaro de operetas (f. 1953).
- 1882: Sybil Thorndike, actriz británica (f. 1976).
- 1886: Delmira Agustini, poetisa uruguaya (f. 1914).
- 1886: Guillermo Laborde, pintor y escultor uruguayo (f. 1940).
- 1886: Eleuterio Quintanilla, pedagogo y anarquista español (f. 1966).
- 1887: Victoria Eugenia de Battenberg, reina consorte de España (f. 1969).
- 1887: Rafael Campalans, ingeniero español (f. 1933).
- 1887: Octave Lapize, ciclista francés (f. 1917).
- 1891: Rafael Leónidas Trujillo, militar y político dominicano, presidente de República Dominicana entre 1930 y 1961 (f. 1961).
- 1891: Joaquín Fernández Fernández, abogado, diplomático, empresario y político chileno (f. 1979).
- 1892: Rafael Hernández Marín, compositor puertorriqueño (f. 1965).
- 1892: Nikandr Chíbisov, militar soviético (f. 1959).
- 1893: Merian C. Cooper, cineasta estadounidense (f. 1973).
- 1895: Pedro de Polignac, aristócrata francés (f. 1964).
- 1895: Jack Warner, actor británico-inglés (f. 1981).
- 1898: Peng Dehuai, militar chino (f. 1974).
- 1898: Rafael García Valiño, militar español (f. 1972).
- 1899: Ferhat Abbas, político argelino (f. 1985).
- 1900: Cecilio Guzmán de Rojas, pintor boliviano (f. 1950).
- 1905: Käte Jöken-König, actriz alemana (f. 1968).
- 1909: Óscar Izurieta Molina, militar chileno (f. 1990).
- 1909: José Pérez García, futbolista español (f. 1972).
- 1911: Paul Grégoire, cardenal católico canadense (f. 1993).
- 1914: Gonzalo de Borbón, aristócrata español (f. 1934).
- 1915: Bob Kane, historietista estadounidense (f. 1998).
- 1915: Tito Gobbi, barítono italiano (f. 1984).
- 1915: Claudio Vacca, futbolista argentino (f. 1995).
- 1916: Ricardo Spangenberg, militar argentino (f. 1997).
- 1918: Rafael Iriondo, jugador y entrenador de fútbol español (f. 2016).
- 1919: Eduardo Barreiros, mecánico y empresario español (f. 1992).
- 1920: Manuel Albaladejo, jurista español (f. 2012).
- 1920: Lily Sosa de Newton, historiadora, biógrafa y ensayista argentina (f. 2017).
- 1921: Georgina de Wilczek, aristócrata liechtensteiniana (f. 1989).
- 1921: Sena Jurinac, soprano austriaca (f. 2011).
- 1921: Adelchi Palaschier, regatista italiano (f. 1993).
- 1922: Mao Anying, militar chino (f. 1950).
- 1922: María Polivanova, militar soviética (f. 1942).
- 1924: Graham Brown, actor estadounidense (f. 2011).
- 1925: Luciano Berio, compositor italiano (f. 2003).
- 1926: Rafael Azcona, guionista español (f. 2008).
- 1926: Y.A. Tittle, jugador de fútbol americano estadounidense (f. 2017).
- 1927: Gilbert Bécaud, cantante francés (f. 2001).
- 1927: Park Tae-joon, político surcoreano, primer ministro de Corea del Sur en 2000 (f. 2011).
- 1928: Jürgen Untermann, indoeuropeísta, filólogo y epigrafista alemán (f. 2013).
- 1928: René Marigil, ciclista español (f. 2009).
- 1929: George Crumb, compositor estadounidense.
- 1929: Yordán Radíchkov, escritor búlgaro (f. 2004).
- 1929: Shamsur Rahman, poeta y periodista bangladesí (f. 2006).
- 1929: César di Candia, periodista y escritor uruguayo (f. 2025).
- 1930: Johan Galtung, politólogo noruego.
- 1930: The Big Bopper, cantante estadounidense (f. 1959).
- 1931: Colomba, locutora y presentadora de radio argentina (f. 2004).
- 1931: Sofia Gubaidulina, compositora rusa.
- 1931: Rafael Coronel, pintor mexicano (f. 2019).
- 1932: Jorge Carpio Nicolle, político guatemalteco (f. 1993).
- 1932: Pierre-Gilles de Gennes, físico francés, premio nobel de física (f. 2007).
- 1932: Robert Mundell, economista canadiense (f. 2021).
- 1932: Ziraldo, escritor, pintor, historietista y periodista brasileño (f. 2024).
- 1934: Jacques Insermini, piloto de motociclismo francés (f. 2024).
- 1934: Kate Abbam, editora ghanesa (f. 2016).
- 1936: Rafael Hernández Colón, político puertorriqueño, gobernador de Puerto Rico entre 1973-1977 y 1985-1993 (f. 2019).
- 1936: Bill Wyman, bajista británico, de la banda The Rolling Stones.
- 1938: Klaus Matischak, futbolista alemán.
- 1938: Walter Kappacher, escritor austriaco (f. 2024).
- 1938: Fernand Goyvaerts, futbolista belga (f. 2004).
- 1939: F. Murray Abraham, actor estadounidense.
- 1939: Jorge Heraud Pérez, científico peruano.
- 1939: Víctor Hugo Vieyra, actor argentino.
- 1940: Mario de la Torre Hernández, político mexicano.
- 1941: Rafael Del Valle Curieses, investigador y académico español.
- 1941: Ulis Williams, atleta estadounidense.
- 1941: Hans Stadelmann, piloto de motociclismo suizo (f. 1977).
- 1941: Pedro Takeo Okada, arzobispo católico japonés (f. 2020).
- 1942: Fernando Vallejo, escritor, narrador, biógrafo, biólogo y cineasta colombiano.
- 1942: Zygfryd Szołtysik, futbolista polaco.
- 1942: Rolf Blättler, futbolista y entrenador suizo (f. 2024).
- 1945: Usha Kiran Khan, escritora e historiadora india (f. 2024).
- 1947: Kevin Kline, actor estadounidense.
- 1947: Jorge Rodríguez Grossi, político chileno.
- 1948: Robert Ouko, atleta keniano (f. 2019).
- 1948: Ezio Cardi, ciclista italiano.
- 1949: Francisco Rafael Arellano Félix, narcotraficante mexicano (f. 2013).
- 1950: Gabriella Sica, poetisa italiana.
- 1950: Miguel Ángel Pichetto, político argentino.
- 1950: May Pang, coordinadora de producción musical, diseñadora de joyas y escritora estadounidense.
- 1952: Francesco Camaldo, sacerdote italiano.
- 1952: Rafael Caro Quintero, narcotraficante mexicano.
- 1952: Tania Libertad, cantante peruana.
- 1952: Ángel Torres Ruiz, beisbolista dominicano (f. 2025).
- 1953: Christoph Daum, futbolista y entrenador alemán (f. 2024).
- 1954: Carmine Abate, escritor italiano.
- 1954: Malcolm Turnbull, primer ministro australiano.
- 1954: Fernando Vázquez, entrenador de fútbol español.
- 1956: Rómulo Mucho Mamani, ingeniero y político peruano.
- 1957: Slab Jones, baloncestista estadounidense.
- 1957: Manuel Rivas, escritor, poeta, ensayista y periodista español.
- 1958: Alain Couriol, futbolista francés.

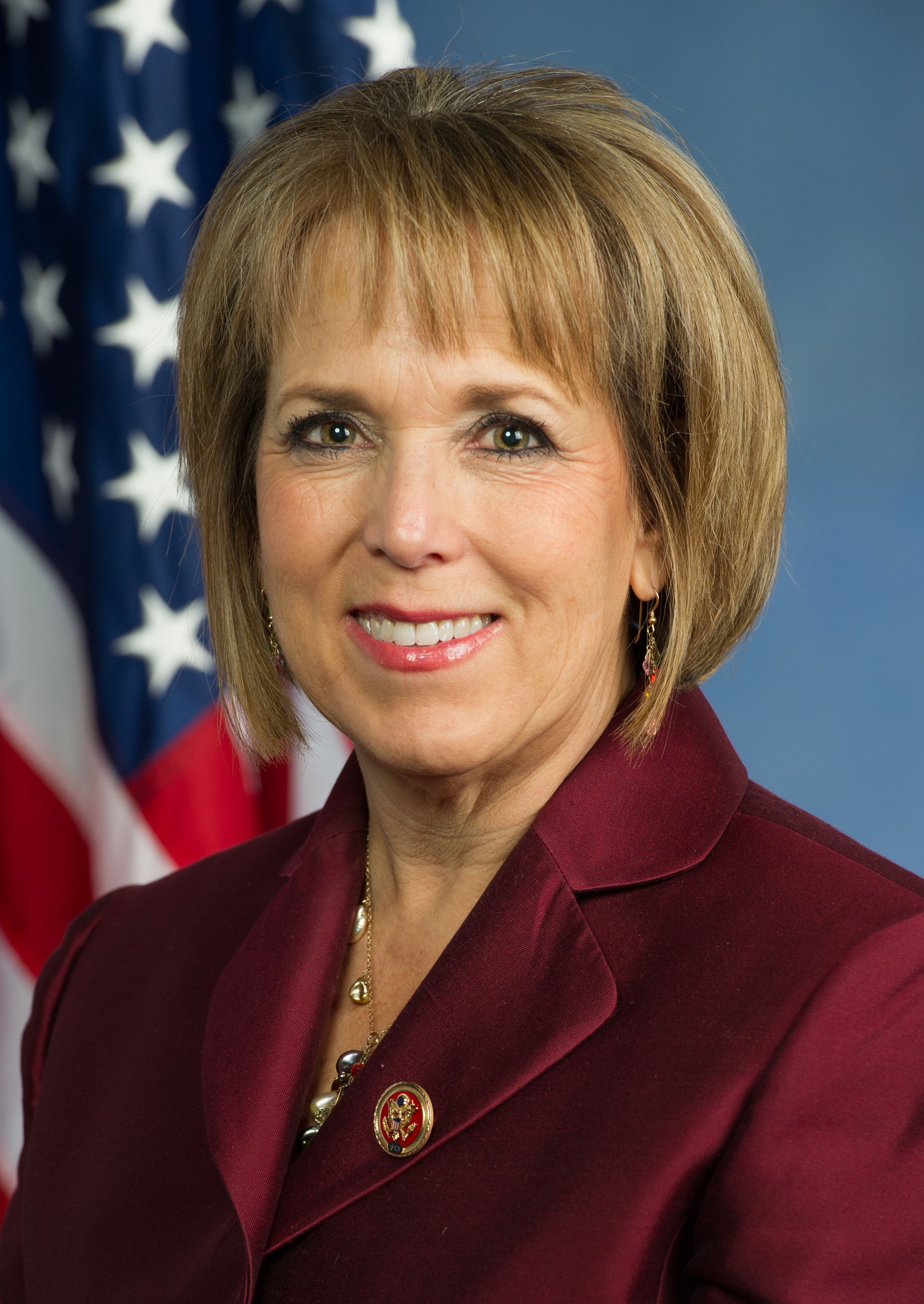
Michelle Lujan Grisham

- 1959: Michelle Lujan Grisham, política y abogada estadounidense, gobernadora del estado de Nuevo México desde 2019.
- 1959: Rowland S. Howard, músico australiano (f. 2009).
- 1960: Jaime Garzón, periodista y satirista colombiano (f. 1999).
- 1960: Wolfgang Güllich, escalador alemán.
- 1960: Christoph Schlingensief, director y escritor alemán (f. 2010).
- 1960: Joachim Winkelhock, piloto alemán de automovilismo.
- 1960: BD Wong, actor estadounidense.
- 1961: Ricardo Kuzemka, futbolista y entrenador argentino.
- 1961: Paul Posa, entrenador de fútbol neozelandés.
- 1963: Rosana, cantautora española.
- 1963: Antonio Rueda, futbolista y político español.
- 1963: Geraldo de Souza Rodrigues, prelado católico brasileño (f. 2025).
- 1964: Doug Lee, baloncestista estadounidense.
- 1964: Serhat, cantante y presentador turco.
- 1964: Amor Towles, novelista estadounidense.
- 1964: Frode Grodås, futbolista noruego.
- 1965: Zsuzsa Bánk, escritora alemana.
- 1965: Zoran Mikulić, balonmanista croata.
- 1965: Rebel, rapero español (f. 2020).
- 1966: Román Abramóvich, empresario ruso.
- 1966: Vágner Mancini, futbolista y entrenador brasileño.
- 1967: Mounir Boukadida, futbolista tunecino.
- 1967: Mauricio Bustamante, periodista y conductor de noticias chileno.
- 1967: Ángel Ceña, político español.
- 1967: Jacqueline McKenzie, actriz australiana.
- 1967: Esther McVey, política británica.
- 1967: Rick Ravanello, actor canadiense.
- 1968: Francesco Calzona, futbolista y entrenador italiano.
- 1968: Osmar Donizete Cândido, futbolista brasileño.
- 1968: Francisco Clavet, tenista español.
- 1968: Donizete Pantera, futbolista brasileño.
- 1969: Hussein Ammouta, futbolista y entrenador marroquí.
- 1969: Dimitry Berberoff Ayuda, juez español.
- 1969: Mari Cruz Díaz, atleta española.
- 1969: Peter Dolving, cantante sueco.
- 1969: Emma Donoghue, novelista irlandesa.
- 1969: Adela Noriega, actriz mexicana.
- 1970: Shaun Bownes, atleta sudafricano.
- 1970: José Luis Calderón, futbolista argentino.
- 1970: Alberto Capurro, futbolista ecuatoriano.
- 1970: Stephen Kipkorir, atleta keniano (f. 2008).
- 1970: Jeff Mangum, músico estadounidense.
- 1970: Raúl Ojeda, futbolista español.
- 1970: Andrew Florent, tenista australiano (f. 2016).
- 1971: Caprice Bourret, actriz y modelo estadounidense.
- 1971: Aldo Cavero, futbolista peruano.
- 1971: Gustavo Jorge, rugbista argentino.
- 1971: Dervla Kirwan, actriz irlandesa.
- 1971: Marco Zwyssig, futbolista suizo.
- 1972: Orlando Ballesteros, futbolista colombiano.
- 1972: Javier Antón Cacho, político español.
- 1972: Frédéric Déhu, futbolista francés.
- 1972: Ruxandra Dragomir, tenista rumana.
- 1972: Matt Hemingway, atleta estadounidense.
- 1972: Kim Ji-soo, actriz surcoreana.
- 1973: Vincent Candela, futbolista francés.
- 1973: Abdel Halim Ali, futbolista egipcio.
- 1973: Levi Leipheimer, ciclista estadounidense.
- 1973: Jackie McNamara, futbolista británico.
- 1973: Iñaki de Miguel, baloncestista español.
- 1973: Martijntje Quik, remera neerlandesa.
- 1974: Gábor Babos, futbolista húngaro.
- 1974: Roberto García Orozco, árbitro de fútbol mexicano.
- 1974: Anna Pérez Pagès, periodista española (f. 2024).
- 1974: César Aparecido Rodrigues, futbolista brasileño.
- 1974: Catherine Sutherland, actriz australiana.
- 1975: Juan Pablo Ángel, futbolista colombiano.
- 1975: Jorge Pérez Sáenz, futbolista y entrenador español.
- 1975: Omar Royero, futbolista y entrenador colombiano.
- 1975: Frank Seator, futbolista liberiano (f. 2013).
- 1976: Karina Couzemenco, taekwondista brasileña.
- 1976: Atsuto Oishi, futbolista japonés.
- 1976: Mallika Sherawat, actriz india.
- 1976: Petar Stoichev, nadador búlgaro.
- 1976: Nataša Vezmar, taekwondista croata.
- 1977: Iván Ania, futbolista y entrenador español.
- 1977: Guillermo Falasca, voleibolista argentino.
- 1977: Rafael Furcal, beisbolista dominicano.
- 1977: Iván Kaviedes, futbolista ecuatoriano.
- 1977: Álvaro Pintos, futbolista uruguayo.
- 1978: Jesús Castellanos Garrido, futbolista español.
- 1978: Carlos Edwards, futbolista trinitense.
- 1978: Kelvin Gibbs, baloncestista estadounidense.
- 1978: Fabián Morales, futbolista colombiano.
- 1978: Shiva N'Zigou, futbolista gabonés.
- 1979: Jorge Bernal, futbolista mexicano.
- 1979: Ben Gillies, músico australiano, de la banda Silverchair.
- 1979: Silvia Intxaurrondo, periodista española.
- 1979: Marijonas Petravičius, baloncestista lituano.
- 1979: Jonathan Prendas, periodista y político costarricense.
- 1979: Faride Raful, política dominicana.
- 1979: Rafael Santos Díaz, cantante y actor colombiano.
- 1980: Matthew Amoah, futbolista ghanés.
- 1980: Miguel Ángel Casanova, futbolista mexicano.
- 1980: Leandro Grech, futbolista argentino.
- 1980: Anna Montañana, baloncestista española.
- 1980: Christian Vander, futbolista alemán.
- 1980: Adam Wiśniewski, balonmanista polaco.
- 1981: Natalie Anderson, actriz británico-inglesa.
- 1981: Younis Al-Mushaifri, futbolista omaní.
- 1981: Choi Byung-Chul, esgrimidor surcoreano.
- 1981: Rodrigo Capella, actor y humorista brasileño.
- 1981: Moacyr Filho Domingos Demiquei, futbolista brasileño.
- 1981: Rolando Escobar, futbolista panameño.
- 1981: Isidora Goreshter, actriz estadounidense.
- 1981: Jill Kintner, ciclista estadounidense.
- 1981: Daniel Nardiello, futbolista galés.
- 1981: Florian Philippot, político francés.
- 1981: Jemima Rooper, actriz británica.
- 1981: Tila Tequila, modelo, animadora y cantante estadounidense.
- 1982: Adel Abbas, futbolista bareiní.
- 1982: Mohamed Fairuz Fauzy, piloto malayo de carreras.
- 1982: Roger Fornas, baloncestista español.
- 1982: Víctor Moya, atleta cubano.
- 1982: Liu Li Yang, cantante china.
- 1982: Carli Renzi, judoca australiana.
- 1982: Rujjana Utaiwan, cantante tailandesa.
- 1982: Chien Yu-Chin, jugadora de bádminton taiwanesa.
- 1982: Mikel Unanue, jugador de curling español.
- 1983: Adrienne Bailon, actriz y cantante estadounidense.
- 1983: Mikkel Beckmann, futbolista y entrenador danés.
- 1983: Mario Espitia, actor y presentador colombiano.
- 1983: Katrine Marçal, escritora y periodista sueca.
- 1983: Shiva N'Zigou, futbolista gabonés.
- 1983: Alycia Purrott, actriz canadiense.
- 1984: Emily Barclay, actriz británica.
- 1984: Lougee Basabas, cantante filipina.
- 1984: Ettiam Calderón, atleta cubano.
- 1984: Nicolás Celis, futbolista peruano.
- 1984: Anton Gavel, baloncestista eslovaco.
- 1984: Kaela Kimura, cantante japonesa.
- 1984: Nadine Reichert, nadadora alemana.
- 1985: Claudio Cenci, futbolista argentino.
- 1985: Agustina Córdova, actriz argentina.
- 1985: Nguyễn Anh Đức, futbolista y entrenador vietnamita.
- 1985: Carlos Andrés Marroquín, político colombiano, gobernador del estado de Putumayo desde 2024.
- 1985: Wayne Rooney, futbolista británico.
- 1985: Oscar Wendt, futbolista sueco.
- 1985: Boy Westerhof, tenista neerlandés.
- 1985: Jordi Xumetra, futbolista español.
- 1985: Tomas Skoloudik, modelo checo.
- 1986: Federico Bocchia, nadador italiano.
- 1986: Dániel Böde, futbolista húngaro.
- 1986: Vitaliy Buts, ciclista ucraniano.
- 1986: Alejandro Donatti, futbolista argentino.
- 1986: Drake, rapero, cantante, compositor y actor canadiense.
- 1986: Jack Michael Morillo, futbolista dominicano.
- 1986: Johan Oremo, futbolista sueco.
- 1986: John Ruddy, futbolista británico.
- 1986: Ígor Shítov, futbolista bielorruso.
- 1986: David Torrico, futbolista boliviano.
- 1986: Óscar Vargas, futbolista panameño.
- 1987: Émilson Cruz, futbolista hondureño.
- 1987: Matías Fidel Castro, futbolista uruguayo.
- 1987: Jeremy Evans, baloncestista estadounidense.
- 1987: Márton Kövér, piragüista húngaro.
- 1987: Ignacio López Iglesias, futbolista español.
- 1987: Anaël Lardy, baloncestista francesa.
- 1987: Anthony Vanden Borre, futbolista congoleño-belga.
- 1987: Agustín Vistarop, futbolista argentino.
- 1987: Chris Holdsworth, artista marcial mixto estadounidense.
- 1987: Vladlena Bobrovnikova, balonmanista rusa.
- 1988: Ibsen Castro, futbolista salvadoreño.
- 1988: Deng Zhuoxiang, futbolista chino.
- 1988: Emilia Fahlin, ciclista sueca.
- 1988: Chris Goulding, baloncestista australiano.
- 1988: Kate Grace, atleta estadounidense.
- 1988: Tarek Hamed, futbolista egipcio.
- 1988: Luka Lapornik, baloncestista esloveno.
- 1988: Christopher Linke, atleta alemán.
- 1988: Jaime Mata, futbolista español.
- 1988: Eduardo Neto, futbolista brasileño.
- 1988: Antonio Ríos Martínez, futbolista mexicano.
- 1988: Aleksandr Vólkov, artista marcial mixto ruso.
- 1989: Jon Ander Serantes, futbolista español.
- 1989: Felix Banaszak, político alemán.
- 1989: Ken Brown, baloncestista estadounidense.
- 1989: Will Bruin, futbolista estadounidense.
- 1989: Shenae Grimes, actriz canadiense.
- 1989: Anderson Conceição Benedito, futbolista brasileño.
- 1989: Marcela Guirado, actriz y cantante mexicana.
- 1989: Eric Hosmer, beisbolista estadounidense.
- 1989: Adán Pérez, futbolista español.
- 1989: PewDiePie (Félix Kjellberg), comediante, productor de vídeos y youtuber sueco.
- 1989: Eliza Taylor, actriz australiana.
- 1989: Ognjen Vranješ, futbolista bosnio.
- 1990: Kirby Bliss Blanton, actriz y modelo estadounidense.
- 1990: İlkay Gündoğan, futbolista alemán.
- 1990: Mohammed Jahfali, futbolista saudí.
- 1990: Magnus Nedregotten, jugador de curling noruego.
- 1990: Florian Niederlechner, futbolista alemán.
- 1990: Matteo Piano, voleibolista italiano.
- 1990: Peyton Siva, baloncestista estadounidense.
- 1990: Anthony Uribe, futbolista venezolano.
- 1990: Nikola Vučević, baloncestista montenegrino.
- 1990: Danilo Petrucci, piloto de motociclismo italiano.
- 1991: Tom Adeyemi, futbolista británico-inglés.
- 1991: Tanner Banks, beisbolista estadounidense.
- 1991: Danilo Barthel, baloncestista alemán.
- 1991: Brian Behrendt, futbolista alemán.
- 1991: Bernard Berisha, futbolista kosovar.
- 1991: Iván Cruz-Uceda, baloncestista español.
- 1991: Bojan Dubljević, baloncestista montenegrino.
- 1991: Darwin Gómez, futbolista venezolano.
- 1991: Juan Pablo Orozco, futbolista mexicano.
- 1991: Álvaro Peña Herrero, futbolista español.
- 1991: Sam Weissborn, tenista austriaco.
- 1991: Kelvin Gastelum, artista marcial mixto estadounidense.
- 1992: Uroš Ćosić, futbolista serbio.
- 1992: Omar Colley, futbolista gambiano.
- 1992: Thelma Fardín, actriz argentina.
- 1992: Phil Greene, baloncestista estadounidense.
- 1992: Gino Guerrero, futbolista peruano.
- 1992: Jordi Hostench Casanova, futbolista español.
- 1992: Florian Kainz, futbolista austriaco.
- 1992: Mariana Larroquette, futbolista argentina.
- 1992: Ding Liren, ajedrecista chino.
- 1992: Alexis Martínez, taekwondista estadounidense.
- 1992: Ryohei Yoshihama, futbolista japonés.
- 1992: Alexander Scholz, futbolista danés.
- 1992: Pau Tonnesen, decatleta estadounidense.
- 1992: Charlie Vickers, actor australiano.
- 1992: Shelina Zadorsky, futbolista canadiense.
- 1993: Mariafe Artacho del Solar, voleibolista australiana.
- 1993: Ramiro Carrera, futbolista argentino.
- 1993: Imoh Ezekiel, futbolista nigeriano.
- 1993: Eishin Fudemura, actor japonés.
- 1993: Wiktor Głazunow, piragüista polaco.
- 1993: Michael Karena, baloncestista neozelandés.
- 1993: R. J. Hunter, baloncestista estadounidense.
- 1993: Clemente Palacios, futbolista colombiano.
- 1993: Alejandro Velazco, balonmanista uruguayo.
- 1994: Miguel Araujo, futbolista peruano.
- 1994: Bruma, futbolista luso-bisauguineano.
- 1994: Markel Crawford, baloncestista estadounidense.
- 1994: Martin Fritz, esquiador austriaco.
- 1994: Krystal Jung, cantante, actriz y bailarina surcoreana.
- 1994: Deniz Khazaniuk, tenista israelí.
- 1994: Tereza Martincová, tenista checa.
- 1994: Maruša Mišmaš-Zrimšek, atleta eslovena.
- 1994: Naomichi Ueda, futbolista japonés.
- 1994: Jalen Ramsey, jugador de fútbol americano estadounidense.
- 1994: Adrián Salcedo, futbolista dominicano.
- 1994: Gabrielle Smith, remera canadiense.
- 1994: Takeru Kiyonaga, futbolista japonés.
- 1994: Peter Strzelecki, beisbolista estadounidense.
- 1994: Sean O'Malley, artista marcial mixto estadounidense.
- 1995: Marième Badiane, baloncestista francesa.
- 1995: Ignacio Calles, rugbista argentino.
- 1995: Austin Crute, actor estadounidense.
- 1995: Cameron Delaney, baloncestista estadounidense.
- 1995: Shota Fukuoka, futbolista japonés.
- 1995: Mia Mamede, modelo brasileña.
- 1995: Raúl Prieto Odena, futbolista español.
- 1995: Ashton Sanders, actor estadounidense.
- 1995: Paul White, baloncestista estadounidense.
- 1996: Geordie Beamish, atleta neozelandés.
- 1996: Jaylen Brown, baloncestista estadounidense.
- 1996: Océane Dodin, tenista francesa.
- 1996: Bas van Empelen, yudoca neerlandés.
- 1996: Joffre Escobar, futbolista ecuatoriano.
- 1996: Elmer Güity, futbolista hondureño.
- 1996: Zoe Hives, tenista australiano.
- 1996: Herve Kabasele, baloncestista congoleño.
- 1996: Garrison Mathews, baloncestista estadounidense.
- 1996: Kerwin Roach, baloncestista estadounidense.
- 1996: Kyla Ross, gimnasta artística estadounidense.
- 1996: Ignacio Sepúlveda, futbolista chileno.
- 1997: Edson Álvarez, futbolista mexicano.
- 1997: Coca Boom, drag queen española.
- 1997: Bron Breakker, jugador de fútbol americano y luchador profesional estadounidense.
- 1997: Elvin Casildo, futbolista hondureño.
- 1997: Raúl Arturo Chávez Sarmiento, matemático peruano.
- 1997: Claudia Fragapane, gimnasta artística británica.
- 1997: Carloalberto Giordani, ciclista italiano.
- 1997: Cristo González Pérez, futbolista español.
- 1997: Raye, cantante británica.
- 1997: Colin Selby, beisbolista estadounidense.
- 1997: Emmanuel Wembi, baloncestista estadounidense.
- 1997: Sera Kutlubey, actriz turca.
- 1997: Pablo Córdoba, baloncestista español.
- 1998: Mateo Coronel, futbolista argentino.
- 1998: Daya, cantante y compositora estadounidense.
- 1998: Luis Olivera, futbolista argentino.
- 1998: Christian Urbina, futbolista mexicano.
- 1998: Josip Vrankić, baloncestista canadiense.
- 1999: Nicol Camacho, futbolista colombiano.
- 1999: Vítor Jacaré, futbolista brasileño.
- 1999: Dujon Sterling, futbolista británico.
- 1999: Manuel Zehnder, balonmanista suizo.
- 1999: Yng Lvcas, cantante mexicano.
- 2000: Camilo Albornoz, futbolista argentino.
- 2000: Ezequiel Busquets, futbolista uruguayo.
- 2000: Athenea del Castillo, futbolista española.
- 2000: Lewis Davey, atleta británico.
- 2000: Judah García, futbolista trinitense.
- 2000: Jhilmar Lora, futbolista peruano.
- 2000: August Mikkelsen, futbolista noruego.
- 2000: Fer Niño, futbolista español.
- 2000: Wayne Pinnock, atleta jamaicano.
- 2000: Cha Woo-min, actor surcoreano.
- 2001: Celin Bizet Ildhusøy, futbolista noruega.
- 2001: Jaidy Gutiérrez, futbolista mexicana.
- 2001: Leonardo Menjívar, futbolista salvadoreño.
- 2001: Esteban Obregón, futbolista argentino.
- 2001: Wang Zongyuan, saltador de trampolín chino.
- 2001: Võ Minh Trọng, futbolista vietnamita.
- 2002: Ado, cantante japonesa.
- 2002: Nicole Göldi, ciclista suiza.
- 2002: Yana Kudzina, nadadora bielorrusa.
- 2002: Matías Lacava, futbolista venezolano.
- 2003: Zeno Debast, futbolista belga.
- 2003: Pipi Nakai, futbolista japonés.
- 2003: Bastián Roco, futbolista chileno.
- 2003: Radek Vítek, futbolista checo.
- 2004: Franziska Kett, futbolista alemana.

## Fallecimientos
- 996: Hugo Capeto, rey francés entre 987 y 996 (n. c. 940).
- 1537: Jane Seymour, tercera esposa de Enrique VIII de Inglaterra (n. c. 1508).
- 1601: Tycho Brahe, astrónomo danés (n. 1546).
- 1604: Za Dengel, emperador etíope entre 1603 y 1604.
- 1655: Pierre Gassendi, filósofo, científico y matemático francés (n. 1592).
- 1842: Bernardo O'Higgins, político, militar y director supremo chileno (n. 1778).
- 1852: Daniel Webster, político estadounidense (n. 1782).
- 1853: Eduardo Kaunitz de Holmberg, militar austroargentino (n. 1778).
- 1870: Antonio María Claret, clérigo español (n. 1817).
- 1875: Jacques Paul Migne, sacerdote francés (n. 1800).
- 1879: José Pedro Varela, sociólogo, periodista y político uruguayo (n. 1845).
- 1892: Robert Franz, compositor alemán (n. 1815).
- 1895: Meijer de Haan, pintor neerlandés (n. 1852).
- 1898: Pierre Puvis de Chavannes, pintor simbolista francés (n. 1824).
- 1901: Dióscoro Puebla, pintor de la época del eclecticismo español (n. 1831).
- 1909: Henry Charles Lea, historiador estadounidense (n. 1825).
- 1915: Désiré Charnay, explorador y fotógrafo francés (n. 1828).
- 1915: Luis Guanella, sacerdote italiano (n. 1842).
- 1918: Daniel Burley Woolfall, directivo de la Asociación Británica de Fútbol, presidente de la FIFA (n. 1852).
- 1918: César Ritz, hostelero suizo (n. 1850).
- 1938: Ernst Barlach, escultor expresionista alemán (n. 1870).
- 1941: Moisés Sáenz, educador, diplomático y político mexicano (n. 1888).
- 1944: Louis Renault, industrial francés (n. 1877).
- 1945: Vidkun Quisling, político noruego (n. 1887).
- 1954: Simone Mareuil, actriz francesa (n. 1903).
- 1954: Pepito Arriola, músico español (n. 1895).
- 1955: Alfred Reginald Radcliffe-Brown, antropólogo social británico (n. 1881).
- 1957: Christian Dior, diseñador de moda francés (n. 1905).
- 1958: George Edward Moore, filósofo británico (n. 1873).
- 1963: Karl Bühler, pedagogo, psicólogo, lingüista y filósofo alemán (n. 1879).
- 1966: Sofja Janovskaja, matemática rusa de origen polaco (n. 1896).
- 1968: Raymond Asso, letrista francés (n. 1901).
- 1971: Jo Siffert, piloto de automovilismo suizo (n. 1936).
- 1972: Jackie Robinson, beisbolista estadounidense (n. 1919).
- 1974: David Óistraj, violinista soviético (n. 1908).
- 1975: Cipriano Mera, anarcosindicalista español (n. 1897).
- 1977: José María de Cossío, escritor y polígrafo español (n.1892).
- 1979: Julio Porter, guionista argentino (n. 1916).
- 1979: Fernando Soler, actor mexicano (n. 1895).
- 1981: Edith Head, diseñadora de vestuario estadounidense (n. 1897).
- 1982: Arturo Camacho Ramírez, poeta colombiano (n. 1910).
- 1984: Inés Murray, actriz argentina (n. 1900).
- 1985: Ladislao Biró, inventor y periodista húngaro-argentino (n. 1899).
- 1985: Manuel Pérez Guerrero, economista y político venezolano (n. 1911).
- 1986: Enric Margall, baloncestista español (n. 1944).
- 1987: Antonio Añoveros Ataún, sacerdote español (n. 1909).
- 1987: Salvador Gil Vernet, médico e investigador español (n. 1892).
- 1989: José García Santesmases, físico e informático español (n. 1907).
- 1991: Gene Roddenberry, director y productor estadounidense (n. 1921).
- 1991: Luisa Vehil, actriz uruguaya (n. 1912).
- 1992: Luis Rosales, poeta español (n. 1910).
- 1993: Heinz Kubsch, futbolista alemán (n. 1930).
- 1994: Raúl Juliá, actor puertorriqueño (n. 1940).
- 1996: Hyman Minsky, economista estadounidense (n. 1919).
- 1997: Don Messick, actor de voz estadounidense (n. 1926).
- 1997: Luis Aguilar, actor mexicano (n. 1918).
- 1998: Rafael Alonso, actor español (n. 1920).
- 2002: Hernando Casanova, actor colombiano (n. 1945).
- 2002: Hernán Gaviria, futbolista colombiano (n. 1969).
- 2005: Rosa Parks, activista estadounidense (n. 1913).
- 2007: Rodolfo Aicardi, cantante colombiano de música popular (n. 1946).
- 2011: John McCarthy, matemático e ingeniero teórico estadounidense (n. 1927).
- 2013: Manolo Escobar, cantante y actor español (n. 1931).
- 2014: Mbulaeni Mulaudzi, atleta sudafricano (n. 1980).
- 2015: Carlos Bousoño, poeta y filólogo español (n. 1923).
- 2015: Maureen O'Hara, actriz irlandesa (n. 1920).
- 2016: Jorge Batlle, abogado y periodista uruguayo, presidente de Uruguay entre 2000 y 2005 (n. 1927).
- 2016: Bobby Vee, cantante estadounidense (n. 1943).
- 2016: Hellmut von Leipzig, militar namibio alemán (n. 1921).
- 2017: Robert Guillaume, actor estadounidense (n. 1927).
- 2017: Fats Domino, cantante y músico estadounidense (n. 1928).
- 2020: Jerry Jeff Walker, cantautor de música de country estadounidense (n. 1942).
- 2021: James Michael Tyler, actor estadounidense (n. 1962).
- 2022: Ashton Carter, físico, profesor y político estadounidense (n. 1954).
- 2022: Leslie Jordan, actor, comediante y escritor estadounidense (n. 1955).
- 2023: Hans Albert, filósofo alemán (n. 1921).
- 2023: Luis Pérez Pons, actor y humorista venezolano; conocido por ser la voz en Hispanoamérica de Don Cangrejo en la serie Bob Esponja (n. 1951).
- 2023: Ricardo Iorio, cantante y músico argentino (n. 1962).

## Celebraciones
- Día de las Naciones Unidas.[4]

- Día Mundial de Información sobre el Desarrollo.

- Día Mundial de la Poliomielitis.[4]

- Día Internacional de las Bibliotecas.[4]

- Día Internacional contra el Cambio Climático.[4]

 Por países
(Por orden alfabético)
- Argentina:
  - Día de la Astronomía.[4]En conmemoración de la fecha de apertura en Córdoba del primer observatorio astronómico que hubo en la Argentina, inaugurado en 1871 por el entonces presidente Domingo Faustino Sarmiento. Su primer director fue el astrónomo estadounidense Benjamin Apthorp Gould.[5]
  - Día del Diseñador Gráfico.[4]En conmemoración de Haydée Strittmatter, la primera graduada con título de la Escuela de Diseño de la Universidad Nacional de Cuyo (UNCuyo) en 1966.
  - Día del Diseñador Industrial.
    -  Misiones: 
      -  Posadas: Aniversario del Club Social y Cultural General Urquiza.[4]
Fundación: 24 de octubre de 1937 (87 años).

- España:
  - Día de las Bibliotecas.[6]

- Estados Unidos:
  - Día de la Comida.

- Rusia:
  - Día de las Fuerzas Especiales de las Fuerzas Armadas.

- Venezuela:
  - Día del Trabajador gráfico.

- Zambia:
  - Día de la Independencia.

### Santoral católico
- Día del Arcángel San Rafael.[4][7]

- San Antonio María Claret.[4]
- San Aretas y compañeros.

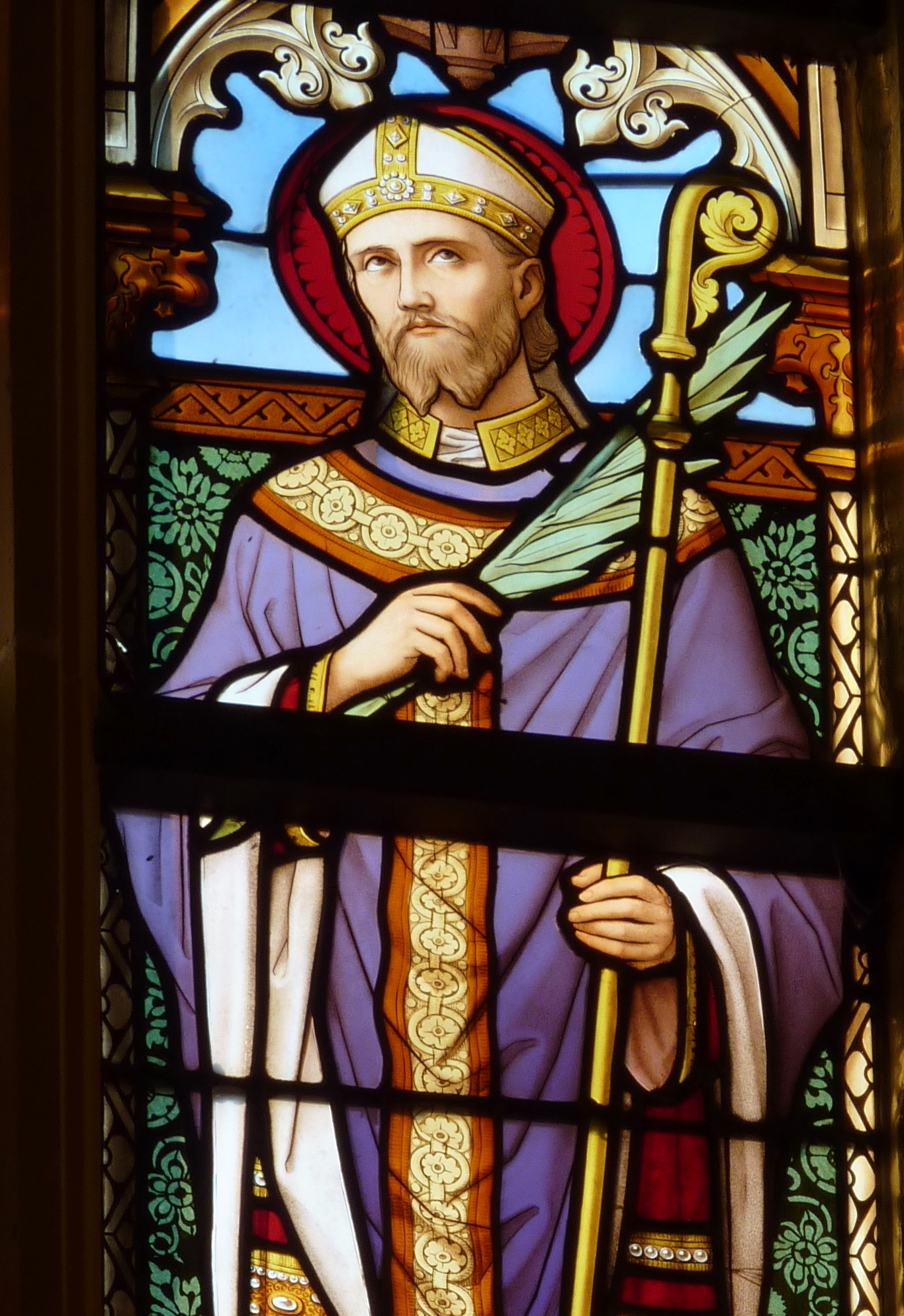
San Evergislo (f. antes de 593) fue obispo de Colonia.

- San Evergislo de Tongres (imagen ilustrativa).
- San Fromundo de Coutances.
- San José Baldo.
- San José Le Dang Thi.
- San Luis Guanella.
- San Maglorio de Dol.
- San Martín de Vertou.
- San Proclo de Constantinopla.
- San Senoco de Tours.